# 林天澍
林天澍（?—?），福建福清人，清朝政治人物。同進士出身。
乾隆十年（1745年）乙丑科進士，三甲第七十一名。擅長書畫。